# Equinócio (coordenadas celestes)
Na astronomia, um equinócio é um dos dois lugares na esfera celeste em que a eclíptica cruza o equador celeste. Embora existam duas dessas interseções, o equinócio associado ao nodo ascendente do Sol é usado como a origem convencional dos sistemas de coordenadas celestes e referido simplesmente como "o equinócio". Em contraste com o uso comum dos equinócios de primavera/vernal e outono, o equinócio do sistema de coordenadas celestes é uma direção no espaço e não um momento no tempo.
Em um ciclo de cerca de 25.800 anos, o equinócio se move para o oeste em relação à esfera celeste por causa de forças perturbadoras; portanto, para definir um sistema de coordenadas, é necessário especificar a data para a qual o equinócio é escolhido. Esta data não deve ser confundida com a época. Objetos astronômicos mostram movimentos reais, como movimentos orbitais e próprios, e a época define a data para a qual a posição de um objeto se aplica. Portanto, uma especificação completa das coordenadas de um objeto astronômico requer tanto a data do equinócio quanto a época.
O equinócio e a época padrão usados atualmente são J2000.0, que é 1º de janeiro de 2000 às 12:00 TT. O prefixo "J" indica que é uma época Juliana. O equinócios e as épocas padrões anteriores eram B1950.0, com o prefixo "B" indicando que era uma época besseliana. Antes de 1984, equinócios besselianos e épocas besselianas eram usados. Desde então, os equinócios julianos e épocas julianas têm sido usados.

## Movimento do equinócio

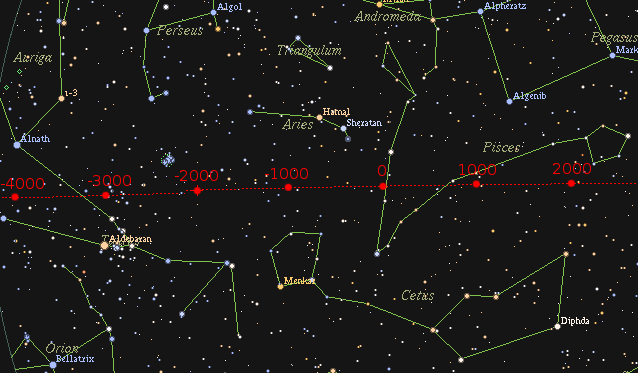
A precessão do equinócio.

O equinócio se move, no sentido de que, à medida que o tempo avança, ele está em um local diferente em relação às estrelas distantes. Consequentemente, os catálogos de estrelas ao longo dos anos, mesmo ao longo de algumas décadas, listarão diferentes efemérides. Isso se deve à precessão e à nutação, que podem ser modeladas, bem como a outras forças perturbadoras menores que só podem ser determinadas pela observação e, portanto, tabuladas em almanaques astronômicos.

## Precessão
A precessão do equinócio foi observada pela primeira vez por Hiparco em 129 A.E.C., ao observar a localização de Spicaem relação ao equinócio e compará-la com a localização observada por Timocharis em 273 A.E.C.. É um movimento de longo prazo com um período de 25.800 anos.

## Nutação
A nutação é a oscilação do plano da eclíptica. Foi observado pela primeira vez por James Bradley como uma variação na declinação das estrelas. Bradley publicou esta descoberta em 1748. Como não tinha um relógio preciso o suficiente, Bradley desconhecia o efeito da nutação no movimento do equinócio ao longo do equador celeste, embora esse seja atualmente o aspecto mais significativo da nutação.  O período de oscilação da nutação é de 18,6 anos.

## Equinócios e épocas

### Padrão besseliano para equinócios e épocas
Uma época besseliana, nomeada em homenagem ao matemático e astrônomo alemão Friedrich Bessel (1784 – 1846), é uma época baseada em um ano besseliano de 365,242198781 dias, que é um ano tropical medido no ponto em que a longitude do Sol é exatamente 280°. Desde 1984, os equinócios e épocas besselianos foram substituídos pelos equinócios e épocas julianos. O padrão para atual equinócio e época é o J2000.0, que é uma época juliana.
As épocas besselianas são calculadas de acordo com:
B = 1900.0 + (data juliana − 2415020,31352) / 365,242198781
O padrão anterior para equinócios e épocas era o B1950.0, uma época besseliana.
Como a ascensão reta e a declinação das estrelas mudam constantemente devido à precessão, os astrônomos sempre as especificam com referência a um equinócio específico. Os equinócios besselianos usados historicamente incluem o B1875.0, o B1900.0, o B1925.0 e o B1950.0. Os limites oficiais da constelação foram definidos em 1930 usando o B1875.0.

### Padrão juliano para equinócios e épocas
Uma época juliana é uma época baseada em anos julianos de exatamente 365,25 dias. Desde 1984, as épocas julianas são usadas de preferência às épocas besselianas anteriores.
As épocas julianas são calculadas de acordo com:
J = 2000,0 + (data juliana − 2451545,0)/365,25
O padrão para equinócios e épocas atualmente em uso é o J2000.0, que corresponde a 1º de janeiro de 2000, 12h, horário terrestre.

#### J2000.0
A época J2000.0 é precisamente a data juliana 2451545.0 TT (horário terrestre), ou 1º de janeiro de 2000, meio-dia TT. Isso é equivalente a 1º de janeiro de 2000, 11:59:27,816 TAI ou 1º de janeiro de 2000, 11:58:55,816 UTC.
Uma vez que a ascensão reta e a declinação das estrelas mudam constantemente devido à precessão (e, para estrelas relativamente próximas, devido ao movimento próprio), os astrônomos sempre as especificam com referência a uma época específica. A época padrão anterior, que estava em uso, era a época B1950.0.
Quando o equador e o equinócio médios do J2000 são usados para definir um referencial celeste, esse referencial também pode ser designado por coordenadas J2000 ou simplesmente J2000. Isso é diferente do Sistema internacional de referência celestial (ICRS): o equador e o equinócio médios em J2000.0 são distintos e de menor precisão que o ICRS, mas concordam com o ICRS quanto à precisão limitada do primeiro. O uso dos locais "médios" significa que a nutação é calculada ou omitida. Isso significa que o pólo norte rotacional da Terra não aponta exatamente para o pólo celeste J2000 na época J2000.0; o verdadeiro pólo da época nuta para longe do médio. As mesmas diferenças pertencem ao equinócio.
O "J" no prefixo indica que é um equinócio ou época juliana em vez de um equinócio ou época besseliana.

### Equinócio de data
Existe um significado especial da expressão "equinócio (e eclíptica/equador) de data". Este quadro de referência é definido pelas posições da eclíptica e do equador celeste a partir da data/época em que a posição de outra coisa (normalmente um objeto do sistema solar) está sendo especificada.

### Outros equinócios e suas épocas correspondentes
Outros equinócios e épocas que foram usados incluem:
- O Bonner Durchmusterung iniciado por Friedrich Wilhelm August Argelander usa o B1855.0
- O Catálogo Henry Draper usa B1900.0
- Os limites da constelação foram definidos em 1930 ao longo das linhas de ascensão reta e declinação para a época B1875.0.
- Ocasionalmente, equinócios não padronizados foram usados, como o B1925.0 e o B1970.0
- O catálogo Hipparcos usa o sistema de coordenadas do Sistema internacional de referência celestial (ICRS) (que é essencialmente[necessário esclarecer] equinócio J2000.0), mas usa uma época de J1991.25. Para objetos com um movimento próprio significativo, assumir que a época é J2000.0 leva a um grande erro de posição. Assumir que o equinócio é J1991.25 leva a um grande erro para quase todos os objetos.[11]

Épocas e equinócios para elementos orbitais são geralmente dados no tempo/hora terrestre, em vários formatos diferentes, incluindo:
- Data gregoriana com formato de 24 horas: 1º de janeiro de 2000, 12:00 TT
- Data gregoriana com dia fracionário: 1,5 de janeiro de 2000 TT
- Dia juliano com dia fracionário: JDT 2451545,0
- Formato de elementos de duas linhas da NASA/NORAD com dia fracionário: 00001,50000000

## Tempo sideral e a equação dos equinócios
O tempo sideral é o ângulo horário do equinócio. No entanto, existem dois tipos: se for usado o equinócio médio (aquele que inclui apenas a precessão), é chamado de tempo sideral médio; se o verdadeiro equinócio for usado (a localização real do equinócio em um determinado instante), é chamado de tempo sideral aparente. A diferença entre estes dois é conhecida como a equação dos equinócios, e é tabulada em almanaques astronômicos.
Um conceito relacionado é conhecido como a equação das origens, que é o comprimento do arco entre a origem celestial intermediária e o equinócio. Alternativamente, a equação das origens é a diferença entre o ângulo de rotação da Terra e o tempo sideral aparente em Greenwich.

## Diminuindo o papel do equinócio na astronomia
Na astronomia moderna, a eclíptica e o equinócio estão perdendo importância como conceitos de referência necessários, ou mesmo convenientes. (O equinócio continua sendo importante no uso civil comum, na definição das estações, no entanto.) Isso ocorre por várias razões. Uma razão importante é que é difícil precisar o que é a eclíptica, e há até alguma confusão na literatura sobre ela. Deveria estar centrado no centro de massa da Terra ou no baricentro Terra-Lua?
Também com a introdução do Quadro de referência celestial internacional, todos os objetos próximos e distantes são colocados fundamentalmente em relação a um grande quadro baseado em fontes de rádio fixas muito distantes, e a escolha da origem é arbitrária e definida para a conveniência do problema em mão. Não há problemas significativos em astronomia onde a eclíptica e o equinócio precisam ser definidos.